# Nees Sund
Nees Sund er et ca. 3 kilometer langt, nord/sydgående sund i Limfjorden, mellem Sydthy og det sydvestlige Mors. Det er op til en kilometer bredt og 5 meter dybt, og den sydlige del er en del af Natura 2000-område nr. 28 Agger Tange, Nissum Bredning, Skibsted Fjord og Agerø.
Navnet Nees Sund kommer efter landsbyen Nees på Mors, (1418 Nees 'næs'), men er også kendt som Næssund.
Næssundfærgen er en færgeforbindelse over sundet fra halvøen Nees (Karby) til en lille havn øst for Hurup på Sydthty. Overfarten tager kun omkring 5 minutter med en gammel træfærge.